# Jupukka
Jupukka este o arie protejată (arie specială de conservare — SAC, sit de importanță comunitară — SCI) din Suedia întinsă pe o suprafață de 82,7 ha, integral pe uscat.

## Localizare
Centrul sitului Jupukka este situat la coordonatele 67°16′27″N 23°14′09″E / 67.2743°N 23.2358°E.

## Înființare
Situl Jupukka a fost declarat sit de importanță comunitară în decembrie 1995 pentru a proteja 3 specii de plante. Situl a fost protejat și ca arie specială de conservare în martie 2011.

## Biodiversitate
Situată în ecoregiunea boreală, aria protejată conține 5 habitate naturale: Mlaștini alcaline, Taiga vestică, Mlaștini împădurite, Mlaștini turboase de tranziție și turbării mișcătoare, Izvoare fino-scandinave și mlaștini produse de izvoare bogate în minerale.
La baza desemnării sitului se află mai multe specii protejate de  plante (3): Meesia longiseta, Ranunculus lapponicus, ochii-șoricelului (Saxifraga hirculus).